# Campachipteria travei
Campachipteria travei är en kvalsterart som först beskrevs av Nevin 1977.  Campachipteria travei ingår i släktet Campachipteria och familjen Achipteriidae. Inga underarter finns listade.